# Oasi Zegna
L'Oasi Zegna è un territorio ad accesso libero situato nelle Alpi Biellesi, in Piemonte, con un’estensione di circa 100 km². Istituita nel 1993, le sue radici risalgono agli anni trenta per opera dell’imprenditore Ermenegildo Zegna, fondatore del Gruppo Zegna e originario del territorio in cui sorge oggi l’Oasi Zegna.

## Storia

### Il ruolo di Ermenegildo Zegna
Negli anni trenta Ermenegildo Zegna, che nel 1910 aveva fondato a Trivero il celebre marchio omonimo, iniziò a dedicarsi a opere sociali e assistenziali volte a migliorare il benessere della comunità, nonché alla salvaguardia ambientale e alla promozione dei suoi territori d’origine. Zegna, in particolare, rafforzò le difese idrogeologiche dell’area e iniziò l’opera di rimboschimento, con la piantumazione di oltre 500.000 conifere.

### La strada panoramica
Nel 1938 Zegna promosse la costruzione di una strada panoramica (ora denominata strada provinciale 232 Panoramica Zegna) che ancora oggi attraversa l’Oasi offrendo ampie viste sulle valli e le montagne circostanti.

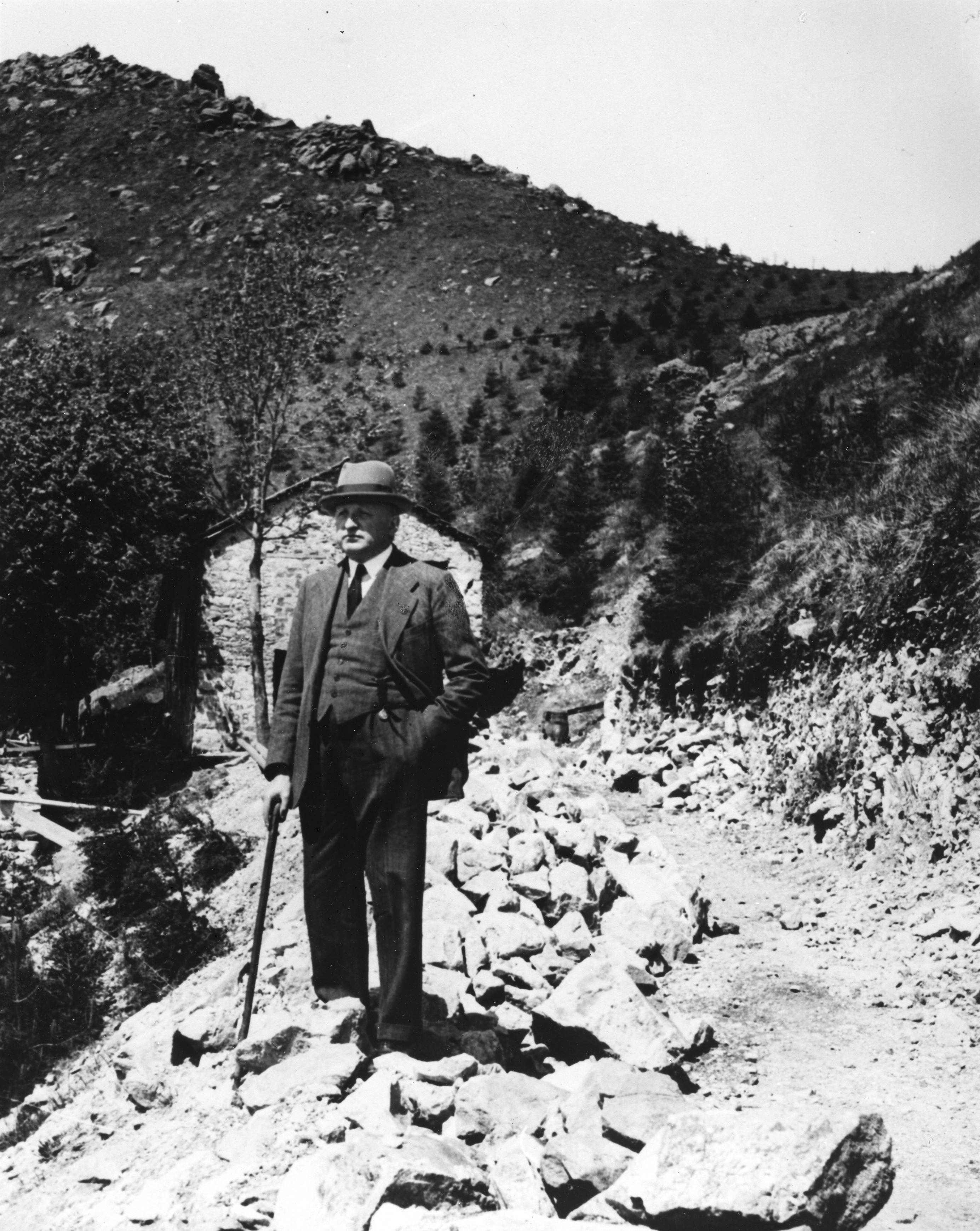
Ermenegildo Zegna lungo la strada Panoramica Zegna in costruzione, anni ’50

Nel 2021 il brand Zegna ha omaggiato la strada richiamandola nel proprio logo.

### La nascita del progetto Zegna
L’opera di Ermenegildo Zegna e il suo progetto di valorizzazione e promozione delle montagne proseguirono anche dopo la sua morte. Nel 1993 l’area interessata divenne Oasi Zegna, con l’obiettivo di dare vita a un vero e proprio ecosistema che coniugasse impresa, ambiente e sviluppo locale.
Nel 2014 l’Oasi ha ottenuto il Patrocinio del FAI Fondo Ambiente Italiano.

## L'Oasi oggi
L’Oasi comprende circa 700 ettari di faggete, 300 di abetine e 400 di boschi misti. L’area conta 29 itinerari naturalistici ed è una meta apprezzata per trekking, attività di mountain bike, passeggiate a cavallo. La località di Bielmonte è inoltre un’apprezzata destinazione sciistica.
Dal 2014 l’Oasi ospita un’opera permanente di Dan Graham, intitolata Two Way Mirror / Hedge Arabesque, un padiglione in vetro situato nella Conca dei Rododendri. L’opera è parte del progetto di arte contemporanea “ALL’APERTO” promosso da Fondazione Zegna.
Nel 2015 l’Oasi aderisce al Progetto LIFE CARABUS, realizzato con il sostegno dell’Unione europea a tutela della biodiversità.
Nel 2020 è stato avviato il progetto Zegna Forest, un piano pluriennale per la salvaguardia del patrimonio boschivo dell’Oasi.
Nel 2021 l’Oasi ha promosso il progetto Outer EduCampus, un laboratorio di apprendimento con lo scopo di favorire la consapevolezza dell’equilibrio tra uomo e natura, nel solco del pensiero di Ermenegildo Zegna.
Nel 2022 l’Oasi Zegna ha adottato un nuovo logo, in cui compare il profilo di una montagna tagliata da una strada, in riferimento alla Panoramica Zegna che attraversa l’Oasi.
L’Oasi ha un Comitato Scientifico formato da dieci esperti e studiosi del territorio.

## Comuni e valli interessati

Panorama di Trivero dalla Panoramica Zegna

L'Oasi interessa più vallate comprese tra i torrenti Sessera (nord-est), Strona di Mosso (sud) e Cervo (ovest).
I comuni toccati sono una quindicina; le comunità montane quattro:
- Comunità Montana Valle Sessera (le cui montagne furono teatro nel XIV secolo delle gesta di Fra Dolcino, comune di riferimento Portula)
- Comunità Montana Valle di Mosso (oltre a Trivero, Mosso, Veglio, Camandona, Callabiana, Valle Mosso, Vallanzengo, Valle San Nicolao, Pettinengo)
- Comunità Montana Prealpi Biellesi (Piatto)
- Comunità Montana Valle Cervo (Alta e Bassa valle "La Bursch", con Andorno Micca e Sagliano Micca, Tavigliano, Quittengo, Campiglia Cervo)

## Ecomuseo e altri luoghi di interesse
L'Oasi Zegna è parte integrante dell'Ecomuseo del Biellese, insieme di cellule ecomuseali delle diverse comunità locali che tramandano la cultura popolare del territorio per valorizzarne le spinte di coesione e sviluppo fra le genti. Sotto questo profilo, la cellula costituita dall'Oasi punta al mantenimento e alla esaltazione di tradizioni spiccatamente collegabili alla montagna (ad esempio l'apicoltura) e alla vita in alpeggio (le realtà di Moncerchio e Margosio).
Altri luoghi di interesse sono:

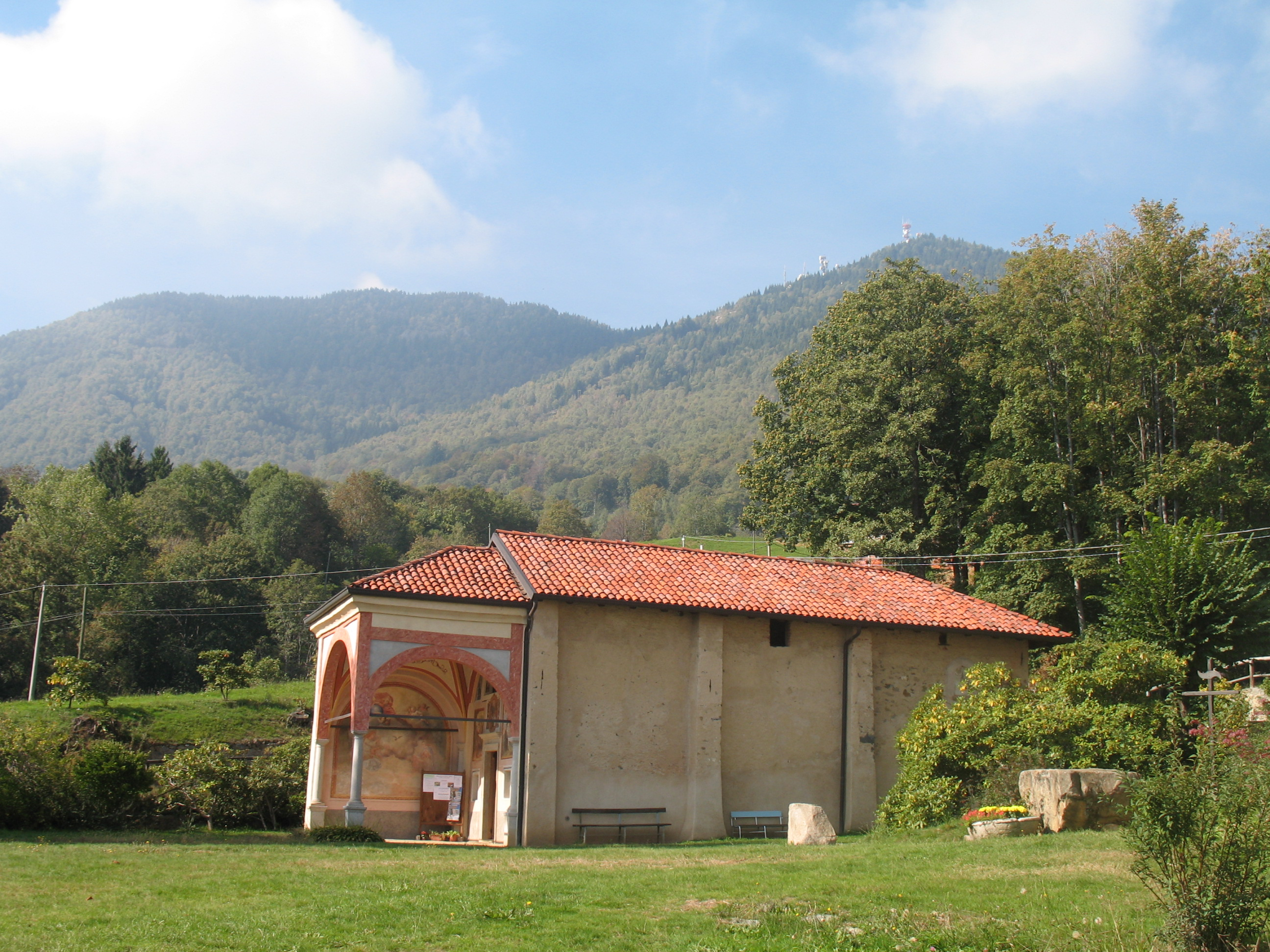
Santuario di Nostra Signora della Brughiera

- Casa Zegna, che custodisce archivi e spazi espositivi dedicati alla storia ultracentenaria di Zegna
- Il labirinto di Stavello, concepito come un percorso spirituale e interiore[13]
- Il Bosco del Sorriso, un percorso nella natura che si inoltra dal Bocchetto Sessera verso l’Artignaga[14]
- Santuario di Nostra Signora della Brughiera nel comune di Valdilana, località Trivero
- Casa-Museo, cellula ecomuseale sulle antiche abitazioni del biellese nel comune di Rosazza
- Fabbrica della Ruota nel comune di Pray, costituisce uno dei maggiori esempi di archeologia industriale in Italia; fa parte dell'Ecomuseo del biellese.
- Alpeggio di Moncerchio a Bielmonte, raggiungibile attraverso i sentieri 9 e 14 dell'Oasi, consente di assistere alla lavorazione del latte e dei suoi derivati, in particolare il formaggio toma locale e il tipico Macagno (o Maccagno) biellese.

## Riconoscimenti
Oltre al Patrocinio del FAI, l’Oasi Zegna ha ottenuto diversi premi e riconoscimenti per le attività di valorizzazione, preservazione e promozione del paesaggio e dell’ambiente.
Nel 2016 ha ricevuto il Marchio di Qualità dalla Federazione Svizzera del Turismo.
Nel 2022 l’Oasi ha ottenuto la Certificazione FSC (Forest Stewardship Council) per la gestione forestale e la conservazione dei servizi ecosistemici.

## Galleria d'immagini

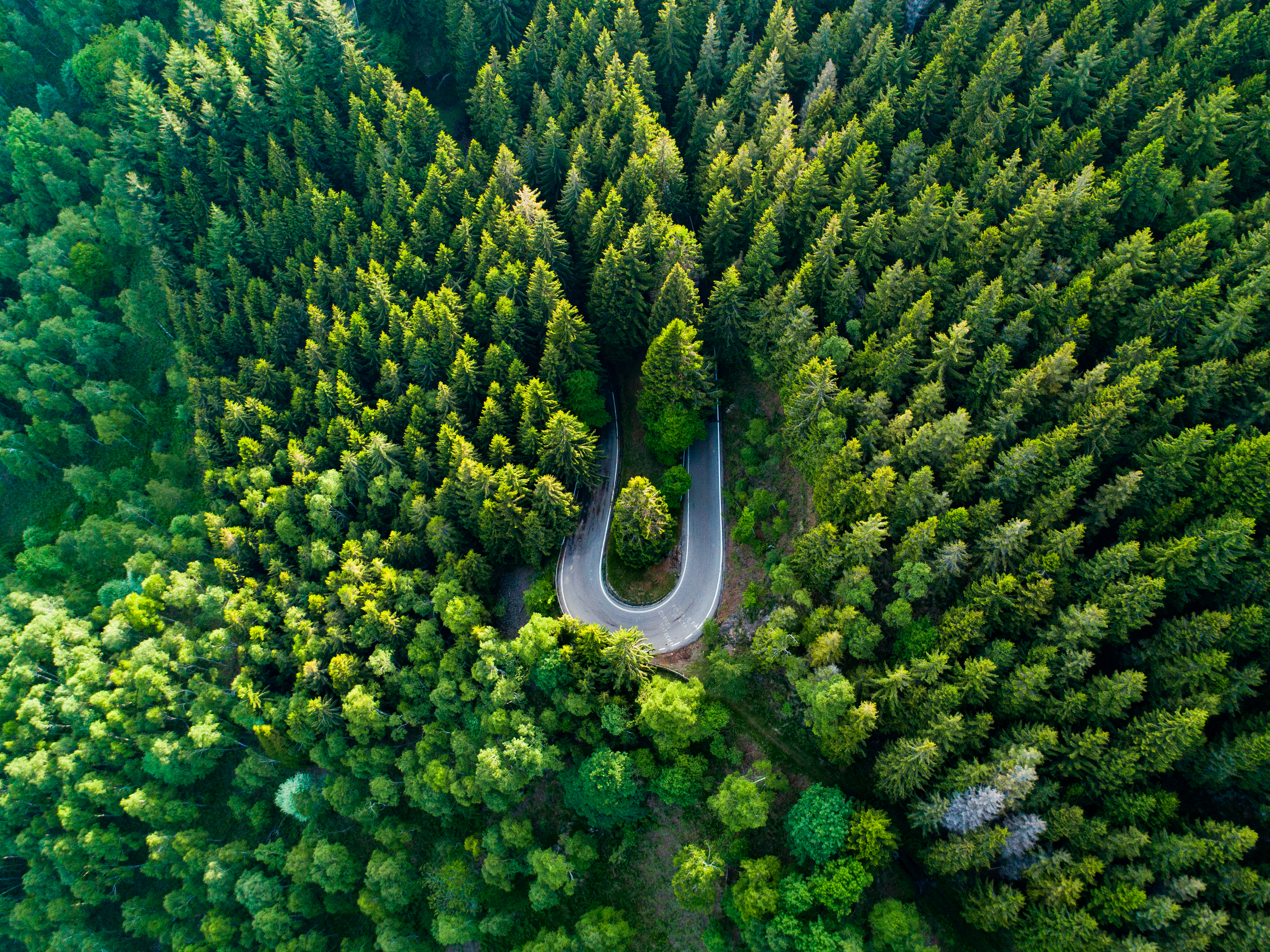
I boschi dell’Oasi Zegna in estate
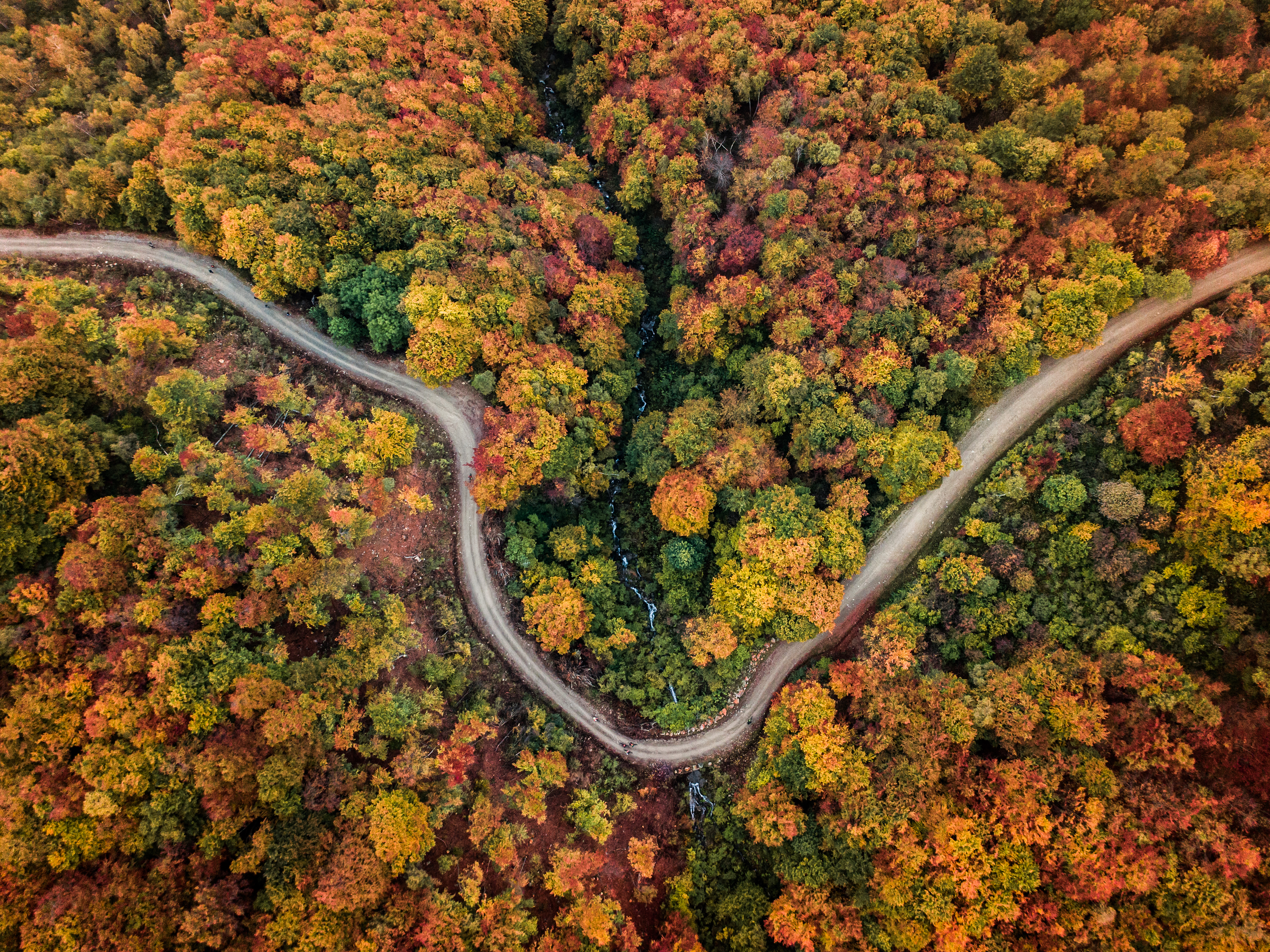
I boschi dell’Oasi Zegna in autunno
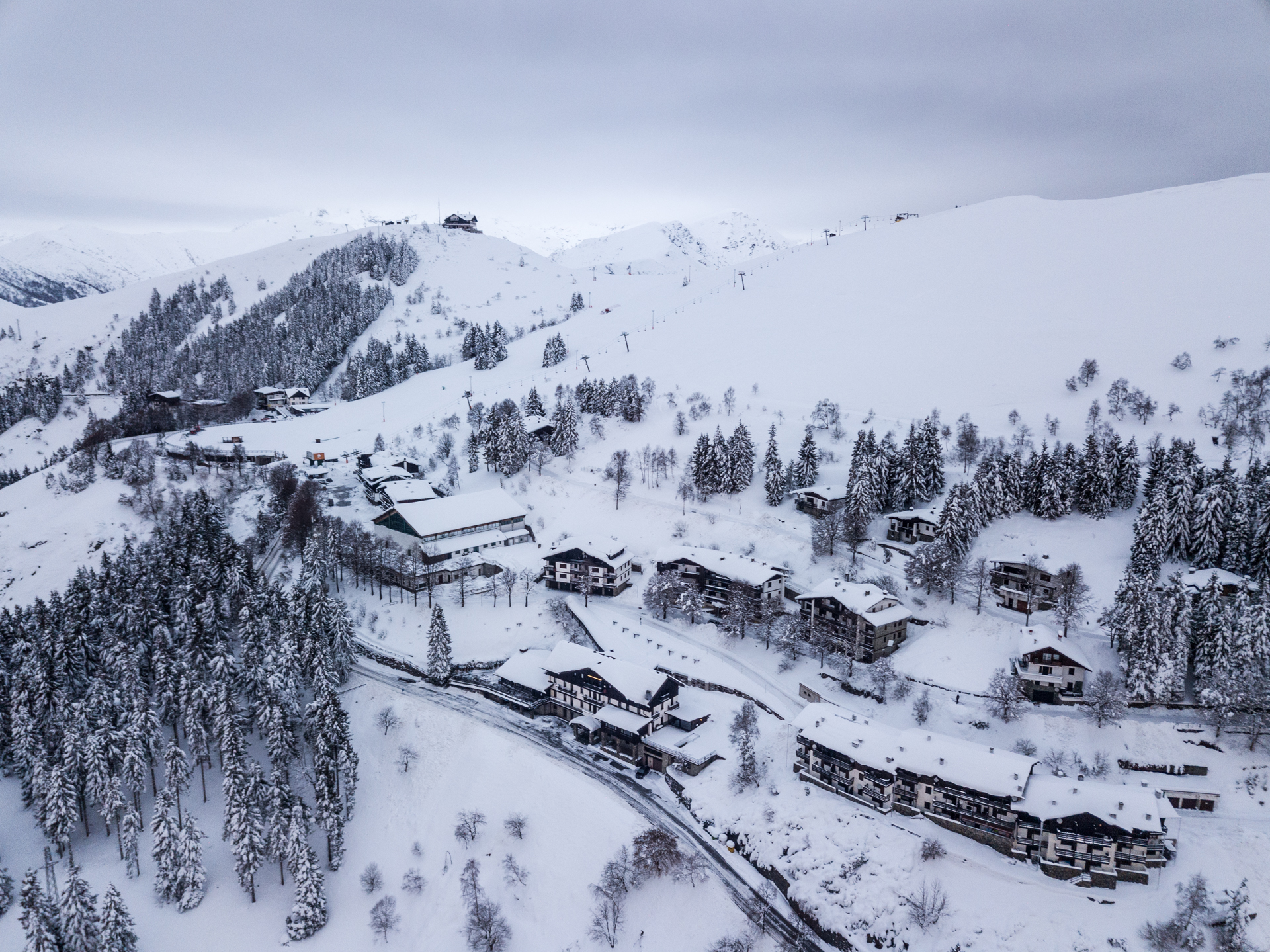
Bielmonte in inverno
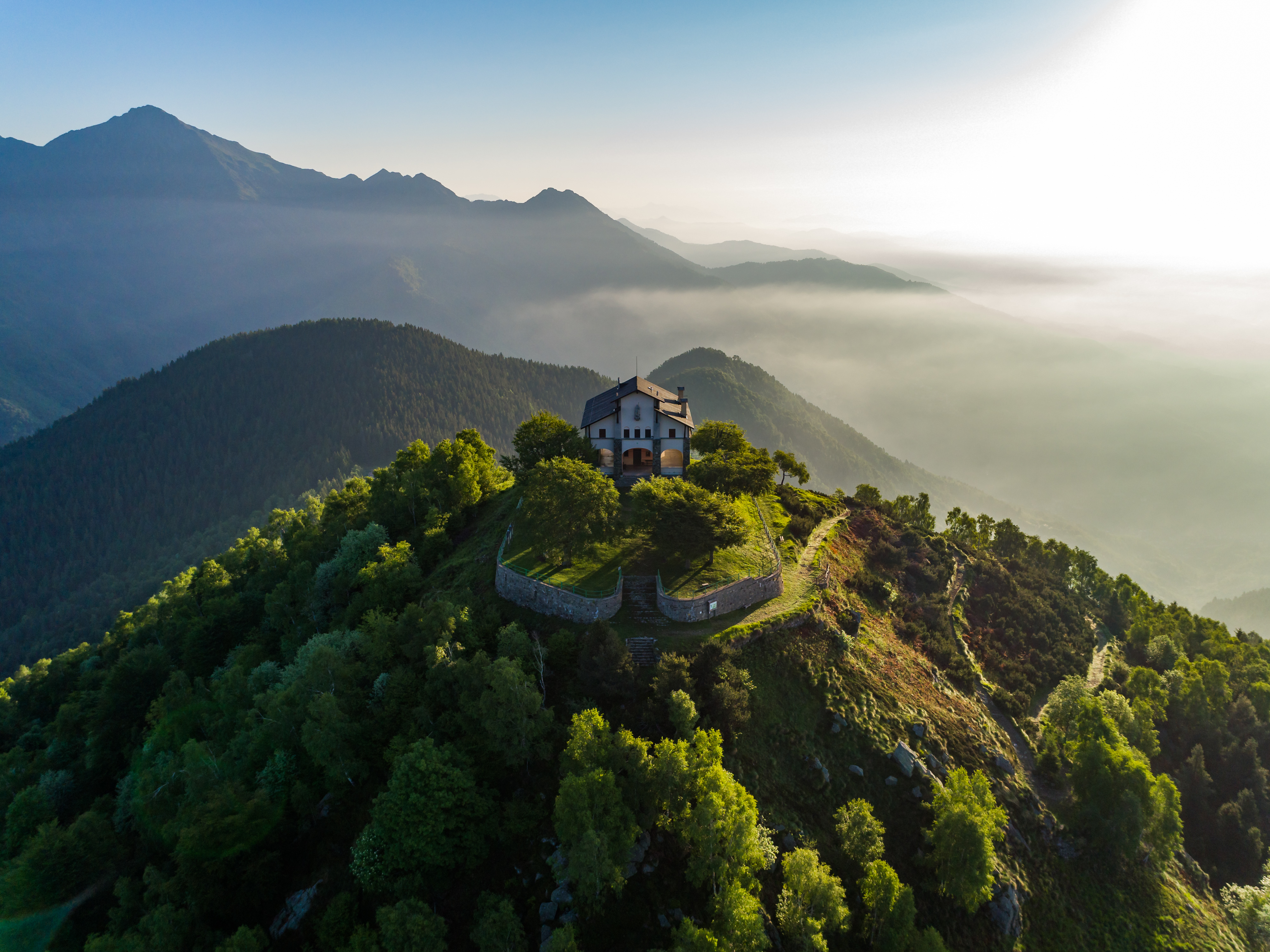
Il Santuario di San Bernardo
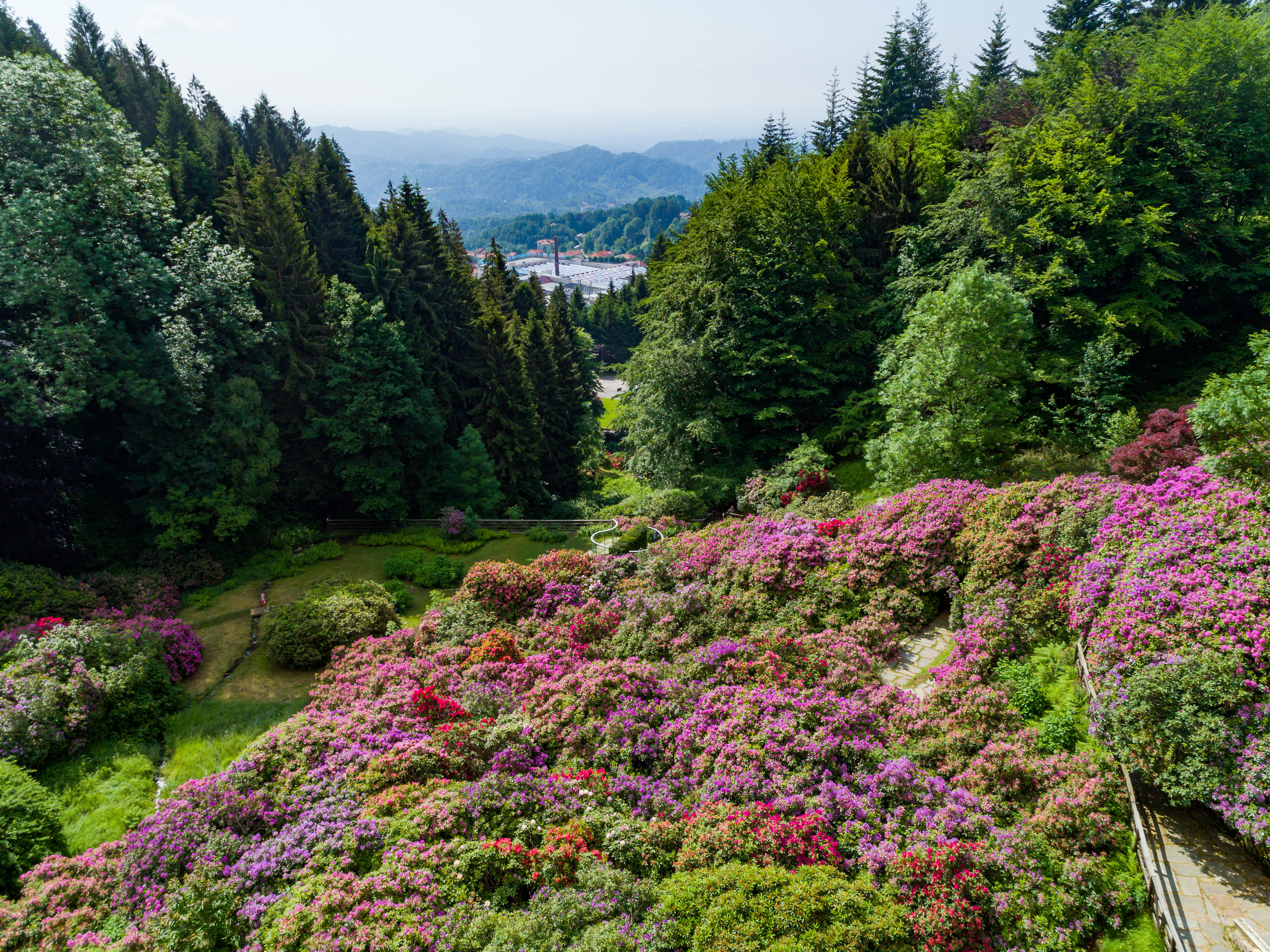
La Conca dei Rododendri in primavera
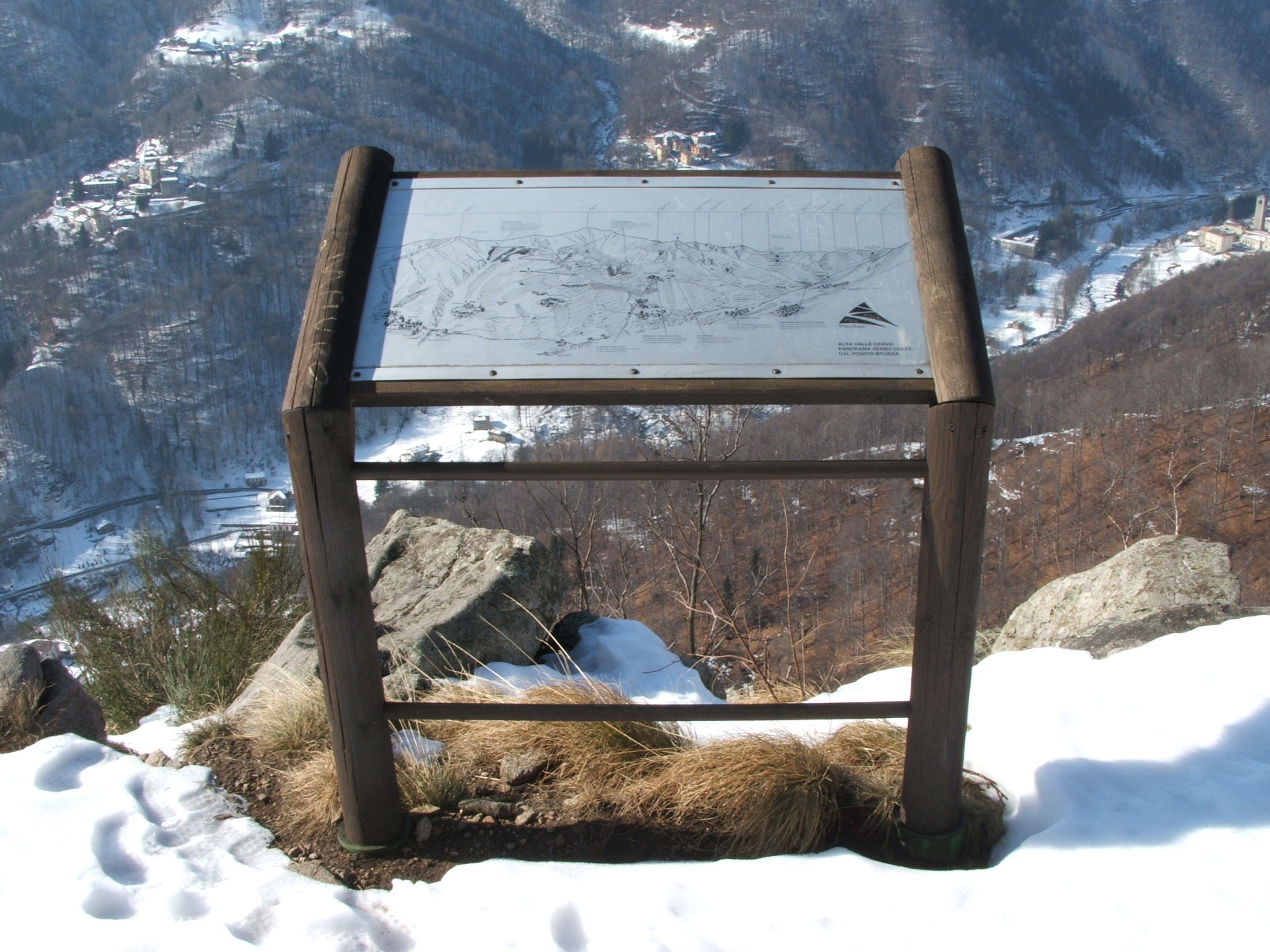
Il tracciato della Panoramica Zegna
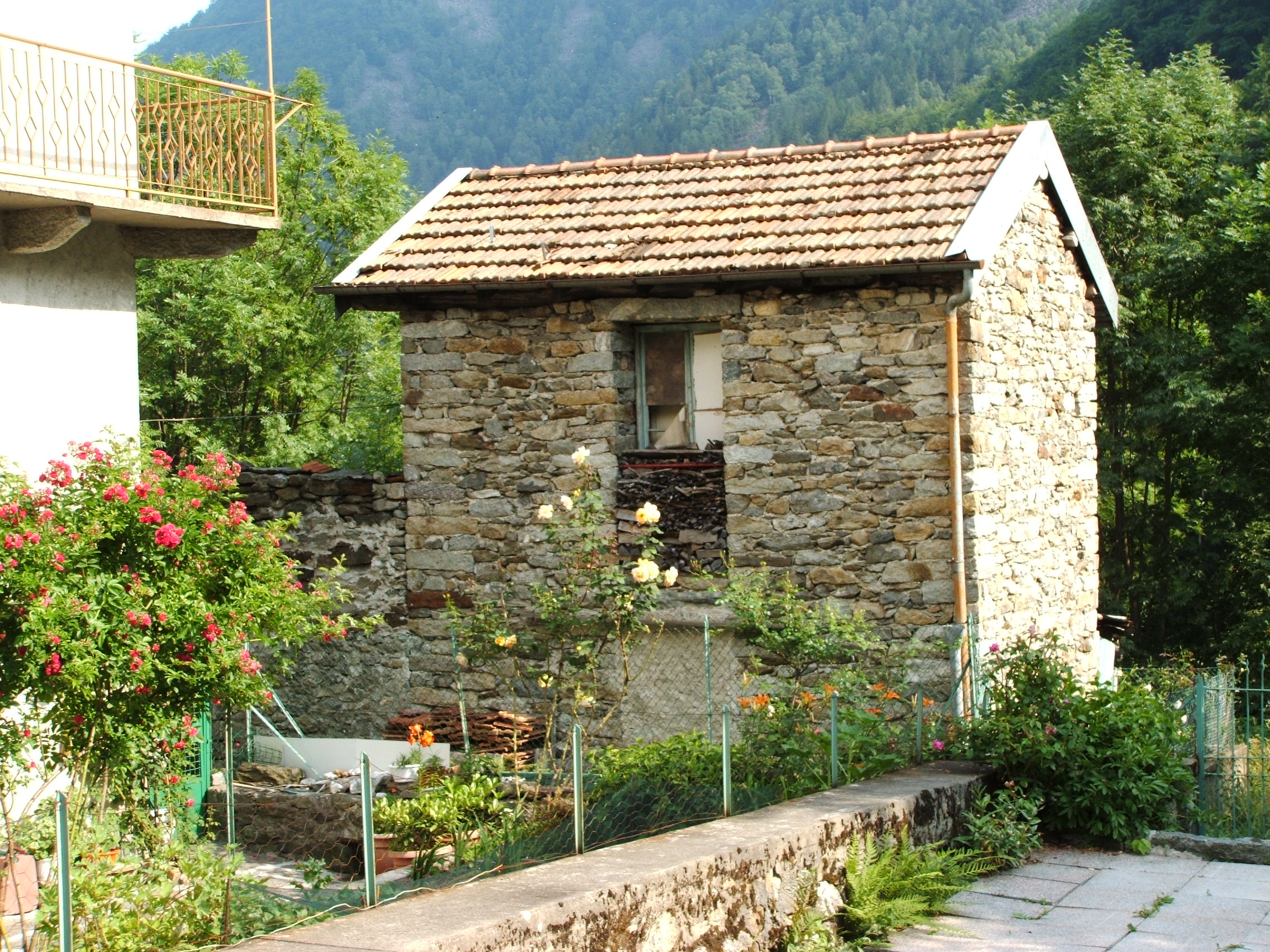
Un antico casolare in Valle Cervo
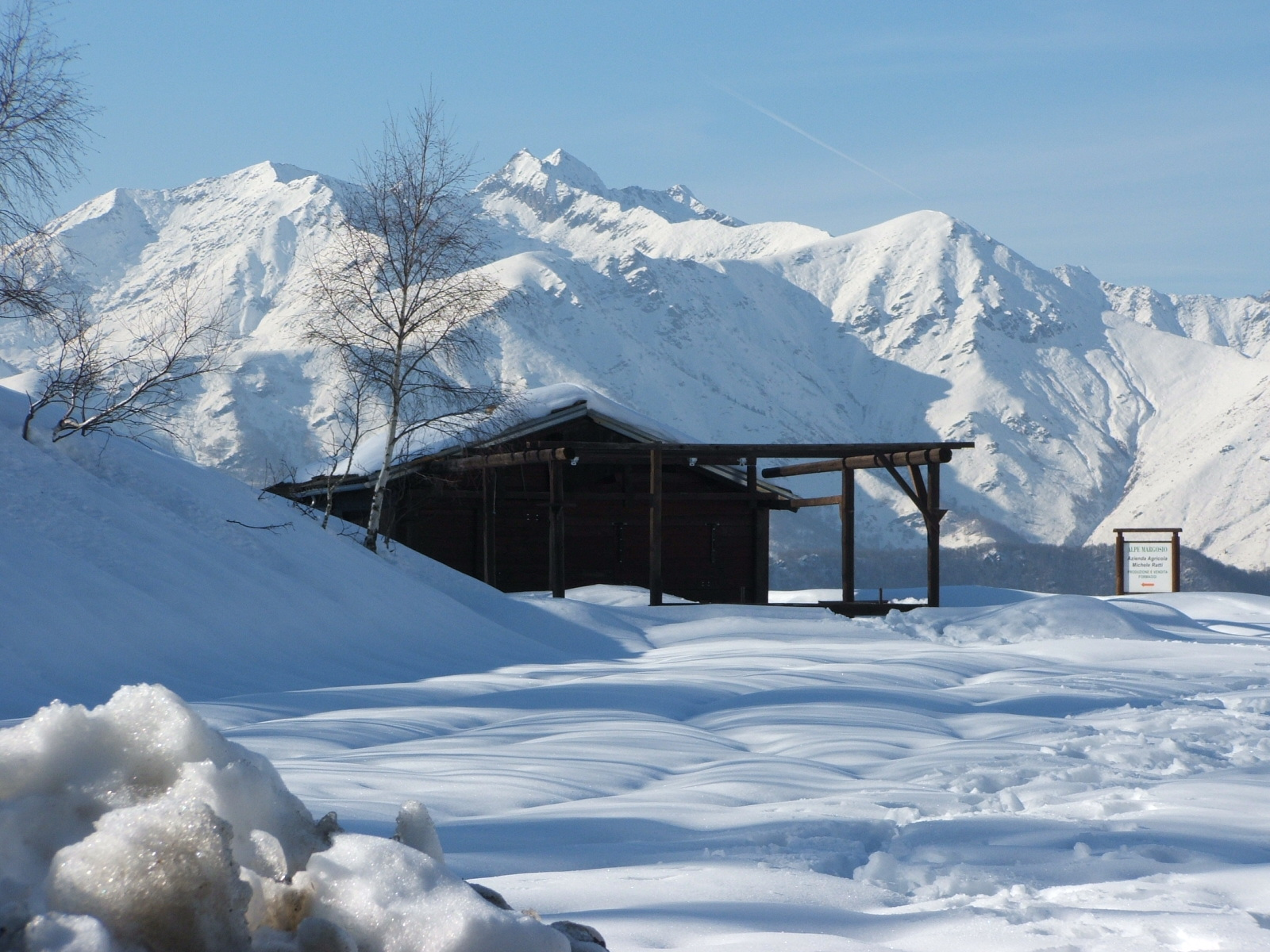
Valle Sessera, cuore dell'Oasi Zegna
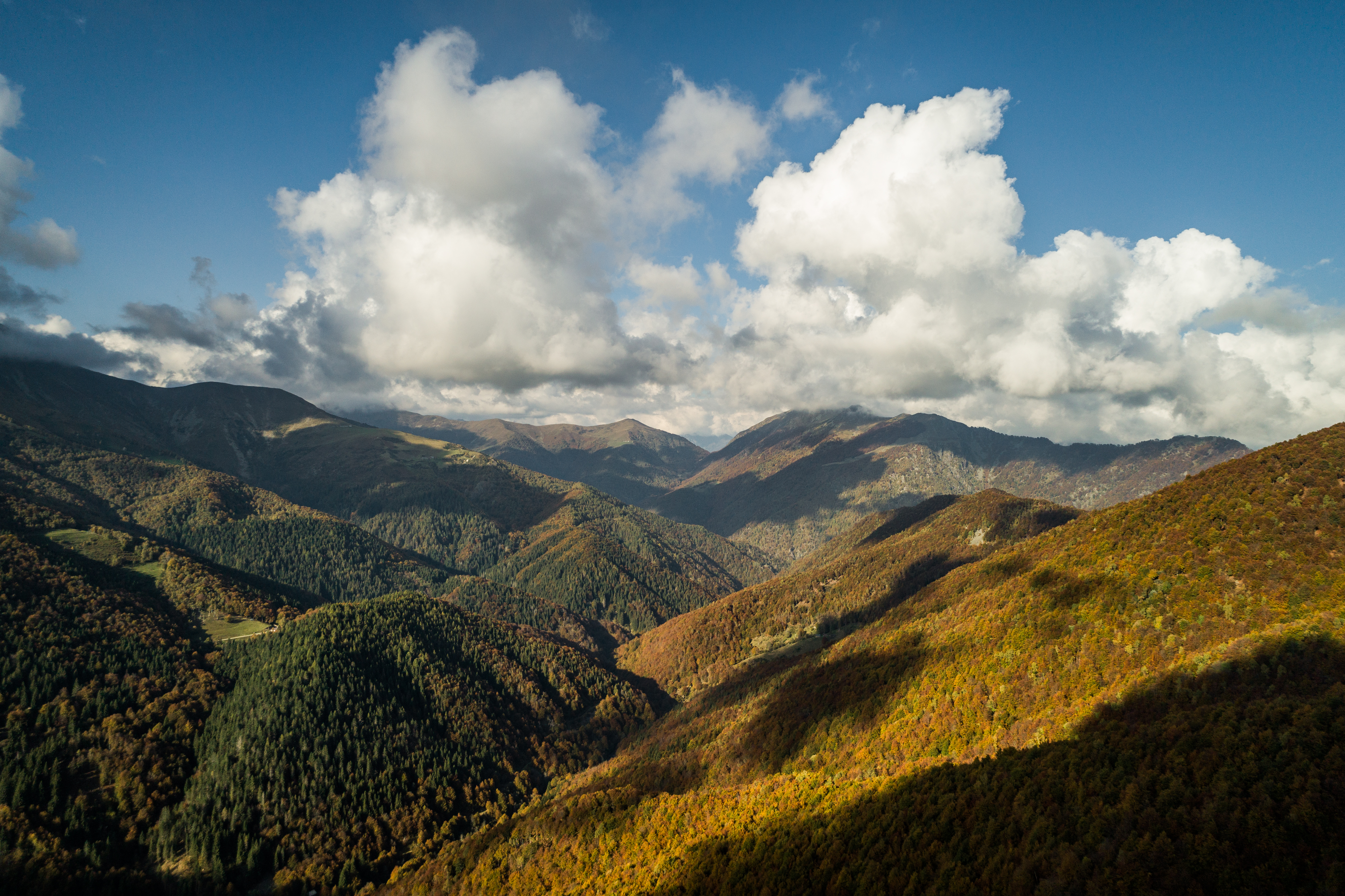
Il foliage all'Oasi Zegna
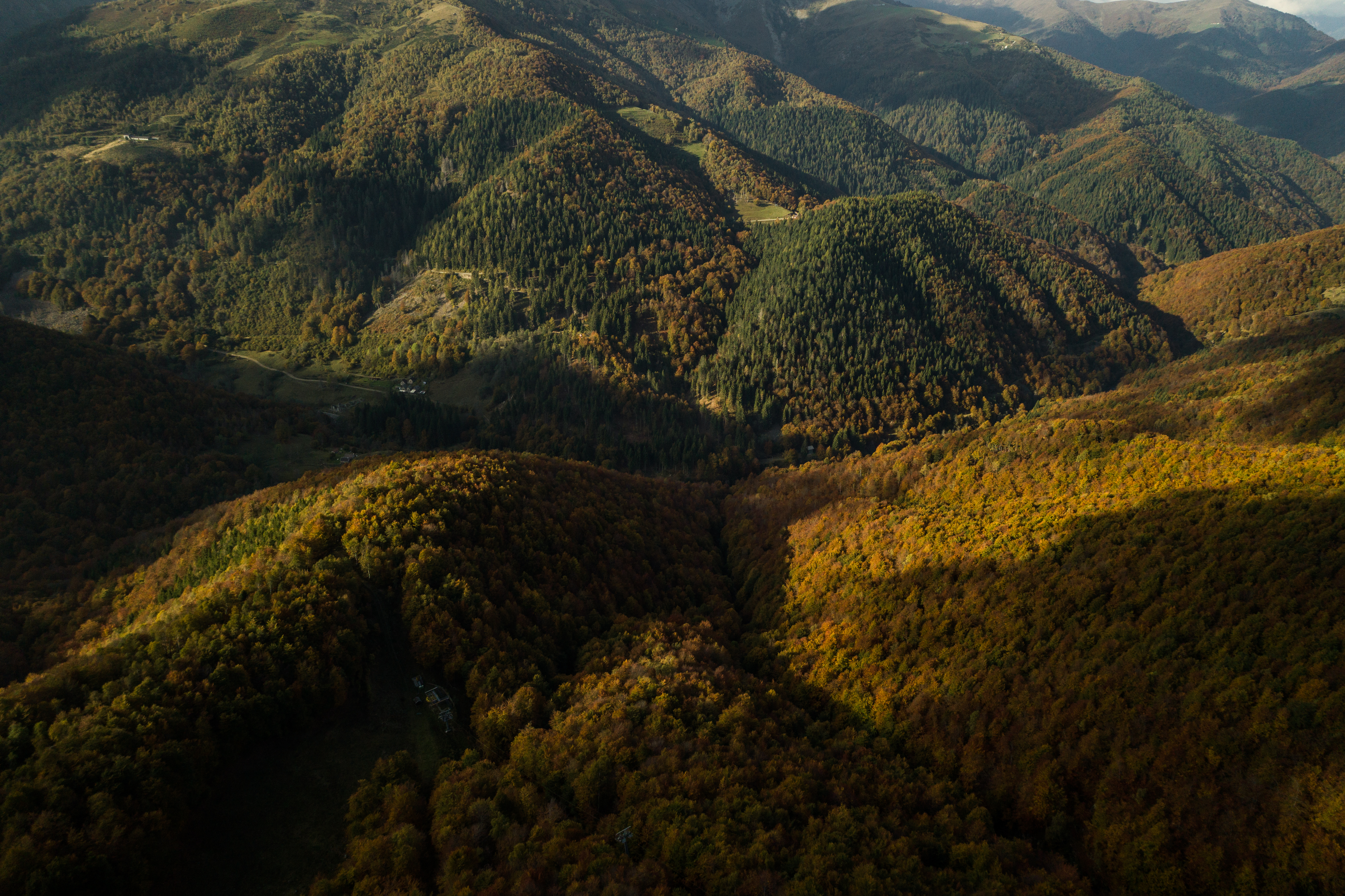
Il foliage all'Oasi Zegna
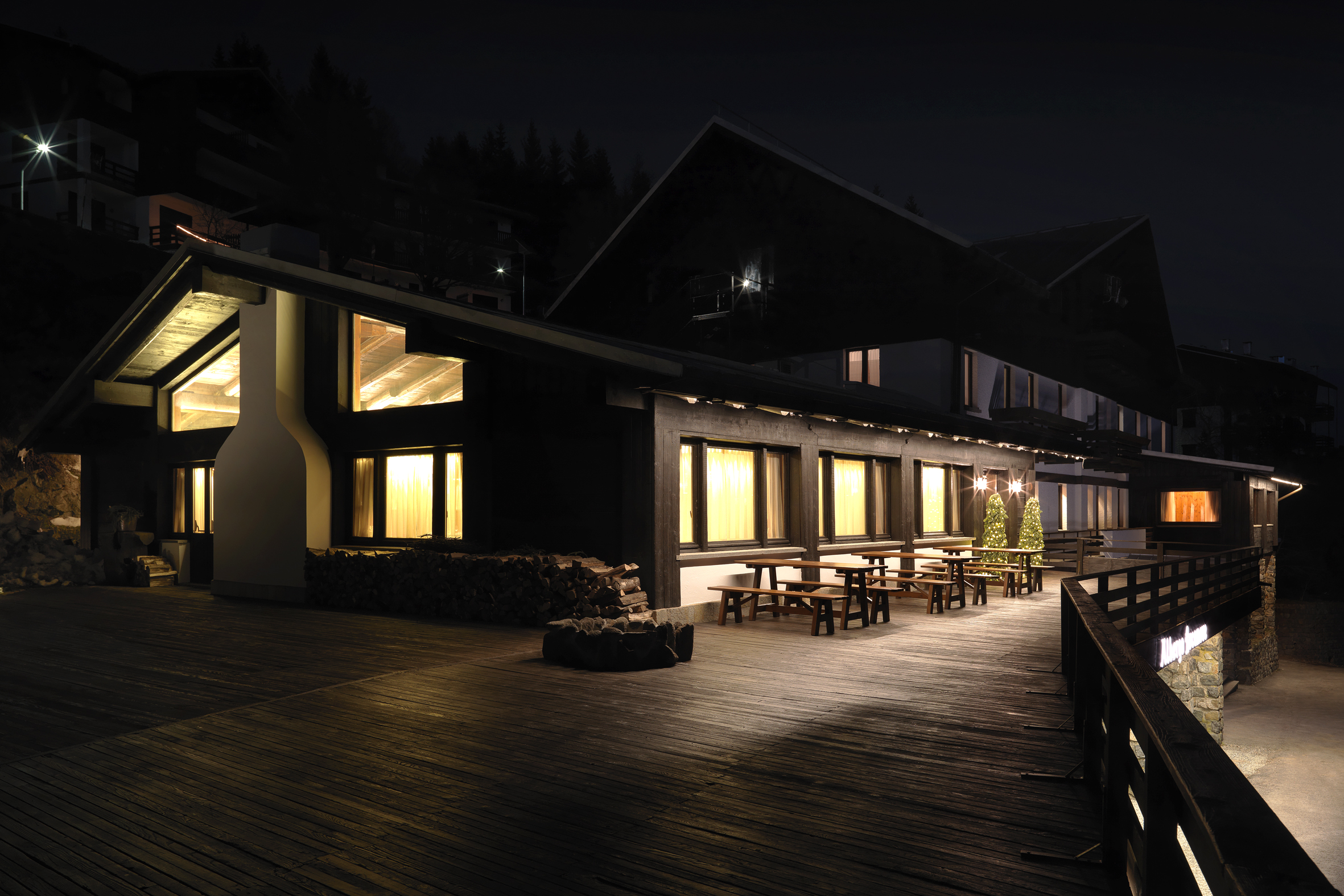
Albergo Bucaneve, Bielmonte, vista notturna